# Twin Peaks – Az utolsó dosszié
A Twin Peaks – Az utolsó dosszié egy levélregényként dossziéformában megírt könyv Mark Frosttól, mely a televíziós sorozat harmadik évada után jelent meg 2017-ben. A regény egy FBI-jelentés Tammy Preston különleges ügynöktől, melyet az FBI igazgatóhelyettesének, Gordon Cole-nak írt. Cselekményében Twin Peaks város lakóinak, valamint a sorozat folytatásában bemutatott egyének sorsa olvasható.

## Összegzés
A Twin Peaks titkos történetével ellentétben, mely egy Garland Briggs őrnagy által összefűzött dokumentumokból álló dosszié, Az utolsó dosszié 18 FBI-jelentést tartalmaz, melynek írója Preston ügynök, és a teljes franchise eseményeit követően fejti ki számos szereplő sorsát, amelyekre nem derült fény a televíziós sorozatban vagy az előző könyvben, és tisztáz néhány felmerült eltérést is.
1. Leo Johnson boncolási jegyzőkönyve
2. Shelly Johnson
3. Horne-ék és Haywardék
4. Ben és Audrey Horne
5. Jerry Horne
6. Dupla R
7. Annie Blackburn
8. Windom Earle
9. Vissza Twin Peaksbe
10. Miss Twin Peaks
11. Dr. Lawrence Jacoby
12. Margaret Coulson
13. Sheriff Harry Truman
14. Briggs őrnagy
15. Phillip Jeffries
16. Judy
17. Ray Monroe
18. Napjainkban

A könyv végén Preston feltételezi, hogy másik idősíkon vannak, ugyanis Twin Peaks városának lakói már azt hiszik, hogy Laura Palmer eltűnt, nem pedig meggyilkolták, és igyekszik mihamarabb elhagyni a várost, mielőtt a Palmer-üggyel kapcsolatos ismereteit és emlékeit teljesen elfeledné.

## Magyarul
- Mark Frostː Twin Peaks. Az utolsó dosszié; Athenaeum, Bp., 2017

## Fordítás
- Ez a szócikk részben vagy egészben  a   Twin Peaks: The Final Dossier című angol Wikipédia-szócikk fordításán alapul.  Az eredeti cikk szerkesztőit annak laptörténete sorolja fel. Ez a jelzés csupán a megfogalmazás eredetét és a szerzői jogokat jelzi, nem szolgál a cikkben szereplő információk forrásmegjelöléseként.